# Euphorbia griseola
Euphorbia griseola är en törelväxtart som beskrevs av Ferdinand Albin Pax. Euphorbia griseola ingår i släktet törlar, och familjen törelväxter.

## Underarter
Arten delas in i följande underarter:
- E. g. griseola
- E. g. mashonica
- E. g. zambiensis

## Bildgalleri

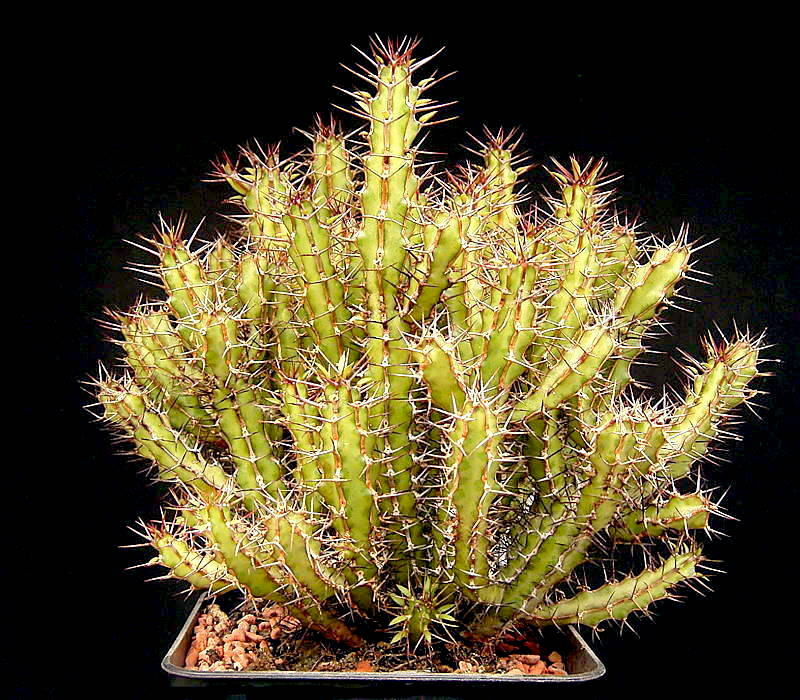
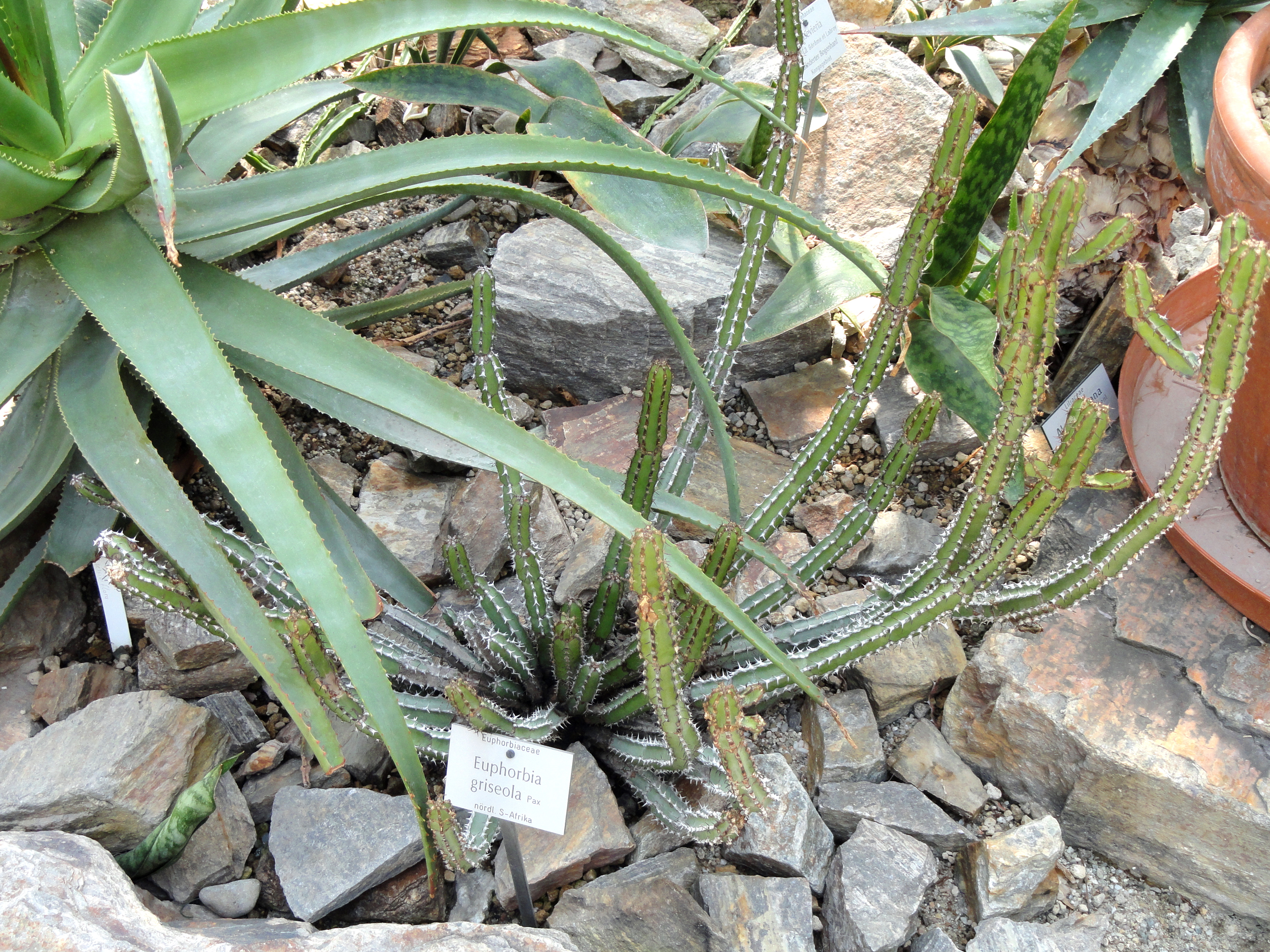
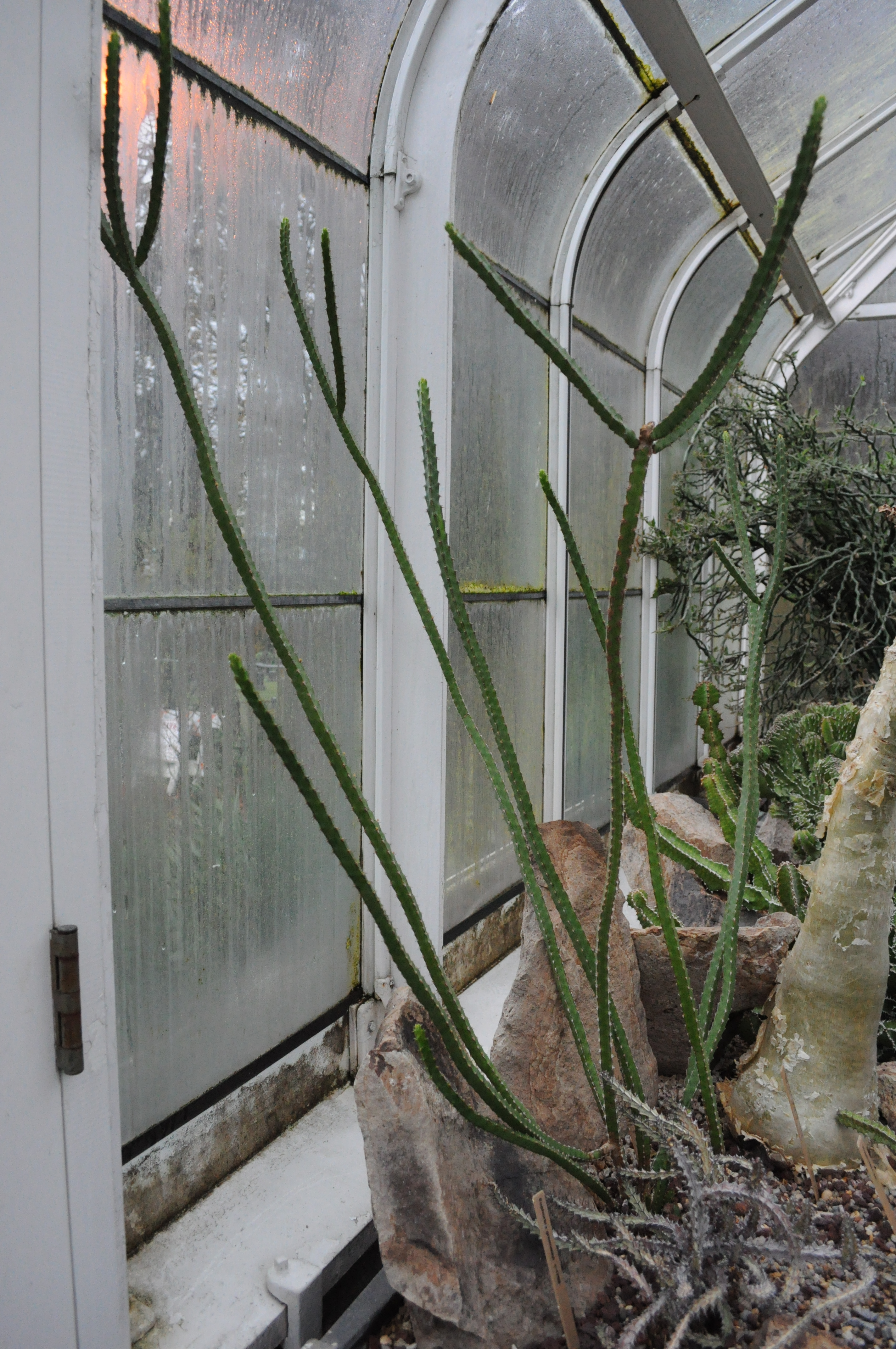
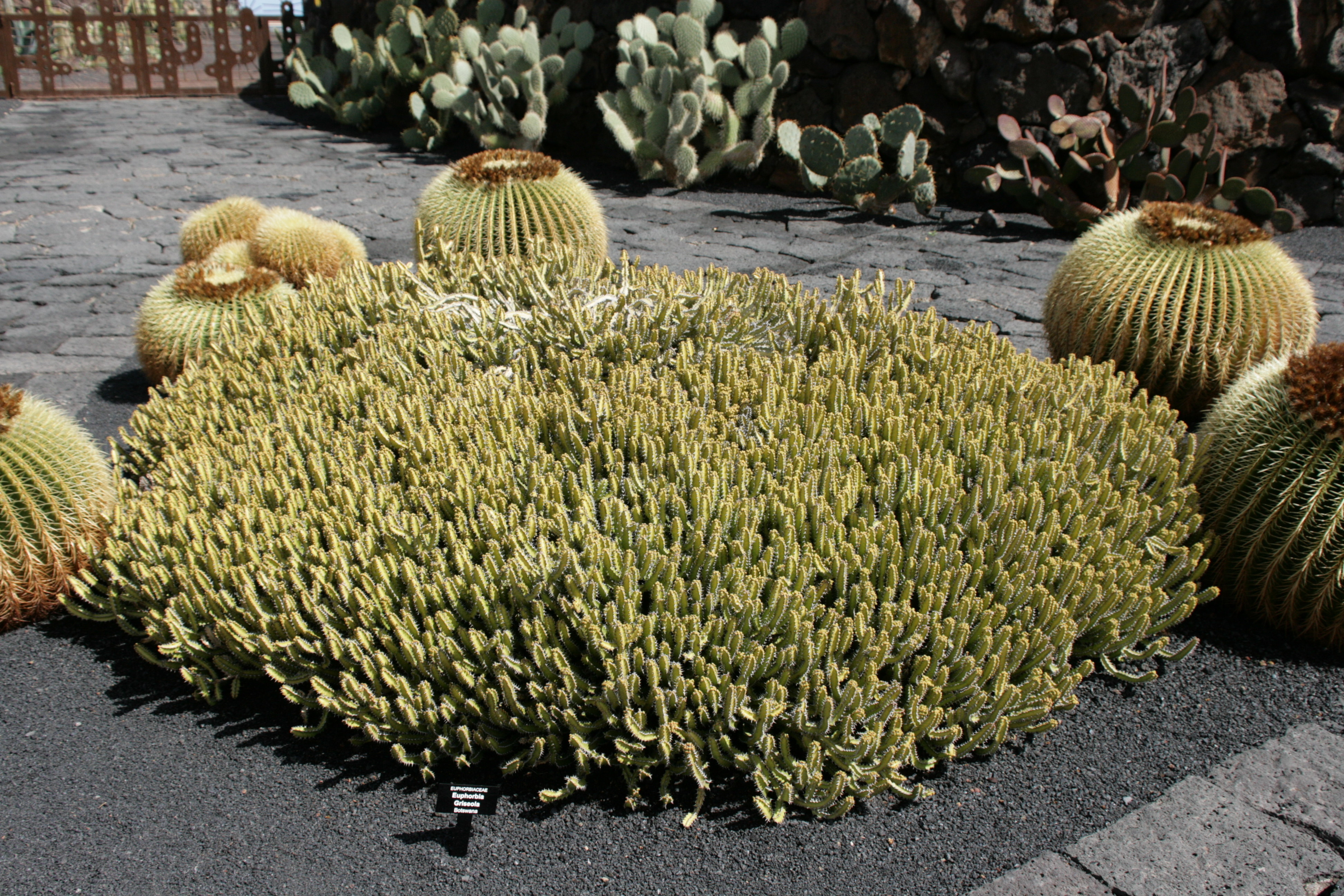